# Telltale Games (2004–2018)
Telltale, Inc. foi uma empresa produtora de jogos eletrônicos, fundada em junho de 2004. Com sede na California, EUA, o estúdio contava com designers que trabalharam pela LucasArts. Seu modelo de negócios girava em torno de games e distribuição digital. A Telltale Games era mais conhecida por seus diversos jogos de aventura baseados em filmes e séries.
Muitos dos jogos desenvolvidos pela Telltale foram lançados por episódios. Estes episódios, lançados juntos em uma temporada, são lançados periodicamente, muitas vezes cerca de metade ou menos um ano após o lançamento oficial. Títulos notáveis da Telltale incluem adaptações de filmes, jogos e séries como Sam & Max, Homestar Runner, Monkey Island, De Volta Para o Futuro, The Walking Dead, Game of Thrones, The Wolf Among Us, Tales From The Borderlands, um spin off do jogo "Borderlands", "Jurassic Park" e "Minecraft: Story Mode", que é uma obra derivada do jogo "Minecraft", e "Batman: A Telltale Game Series".

## História

### Início
Telltale Games foi fundada por Dan Connors, Kevin Bruner e Troy Molander um grupo de ex-funcionários da empresa LucasArts que estavam trabalhando em "Sam & Max: Freelance Police", uma sequela do jogo de 1993 "Sam & Max Hit the Road", antes de seu cancelamento em 3 de março de 2004. Telltale Games foi formada com a assistência do advogado de tecnologia Ira P. Rothken que forneceu o capital inicial, fazendo acordos envolvendo Bone, Sam & Max, GameTap, Ubisoft, e outros que levaram à receita inicial, comercialização, e desenvolvimento do núcleo tecnologia de jogos episódicos.
Falência
Em setembro de 2018, a produtora declarou falência, deixando apenas 25 empregados para terminar o projeto que tinha com a Netflix, "Minecraft: Story Mode", cancelando assim, títulos como: "The Wolf Among Us Season 2" e Stranger Things, deixando "The Walking Dead The Final Season Episode 3 and 4" serem finalizados pela Skybound, que está usando os funcionários que criaram o jogo para terminar o projeto original.
A empresa já estava com problemas financeiros há muito tempo, despedindo 90 empregados em 2017. O CEO da Telltale Games diz que "The Walking Dead Season 1", foi o único jogo que realmente deu lucro à Telltale.
A Volta
A Telltale Games foi comprada no final de agosto e seu novo dono está fazendo grandes mudanças e promessas. A LCG Entertainment, nome da empresa que fez a aquisição, é comandada principalmente por Jamie Ottilie e Brian Waddle.
Em postagens em suas redes sociais e em seu site oficial, a Telltale revelou que tem trabalhado bastante desde seu retorno em 2019, com alguns games no forno, como o muito aguardado "The Wolf Among Us 2", além de "The Expanse: A Telltale Series", game anunciado durante a The Game Awards 2021 em parceria com a Deck Nine.